# Germaine de Randamie
Germaine de Randamie (Utrecht, 24 de abril de 1984) é uma ex-lutadora de artes marciais mistas e ex-lutadora de kickboxing holandesa, ex-campeã do peso-pena feminino do Ultimate Fighting Championship, sendo a primeira atleta a conquistar o cinturão da categoria.

## Carreira no MMA

### Começo da carreira
de Randamie fez sua estreia no MMA em 19 de dezembro de 2008 no Revolution Fight Club 2. Ela enfrentou Vanessa Porto e foi derrotada por uma finalização no primeiro round.
Em 11 de setembro de 2010, de Randamie conseguiu sua primeira vitória no MMA, onde ela derrotou Nikohl Johnson por decisão unânime no Playboy Fight Night 5.

### Strikeforce
de Randamie estreou no Strikeforce em 29 de janeiro de 2011 no Strikeforce: Diaz vs. Cyborg contra Stephanie Webber. Ela derrotou Webber por nocaute no primeiro round.
de Randamie em seguida enfrentou Julia Budd em uma revanche de uma luta de Muay Thai do passado no Strikeforce Challengers: Fodor vs. Terry em 24 de junho de 2011. Ela foi derrotada por decisão unânime.
Em 18 de agosto de 2012, de Randamie enfrentou Hiroko Yamanaka no Strikeforce: Rousey vs. Kaufman. Ela venceu a luta por decisão unânime.

### Ultimate Fighting Championship
Em 18 de abril de 2013, foi anunciado que de Randamie faria sua estréia no Ultimate Fighting Championship em 27 de Julho de 2013.
Randamie estreou contra Julie Kedzie no UFC on Fox: Johnson vs. Moraga. Confiando no seu trabalho de clinch, Germaine venceu a luta por decisão dividida.
Randamie enfrentou Amanda Nunes em 6 de novembro de 2013 no UFC: Fight for the Troops 3. Ela perdeu por nocaute técnico no primeiro round.
Randamie enfrentaria a estreante Milana Dudieva em 14 de junho de 2014 no UFC 174. Contudo, uma lesão a tirou do combate.
Germaine enfrentou a brasileira Larissa Pacheco no UFC 185 em 15 de março de 2015. Ela saiu como vencedora por nocaute técnico no segundo round.
Randamie iria enfrentar a veterana Sarah Kaufman em 19 de dezembro de 2015 no UFC on Fox: dos Anjos vs. Cerrone II, mas uma lesão a tirou do evento.
Randamie enfrentou a estreante Anna Elmose em 8 de maio de 2016 no UFC Fight Night: Overeem vs. Arlovski. Ela venceu por nocaute ainda no primeiro round.

### Cinturão do Peso Pena no UFC 208
Randamie enfrentou Holly Holm em 11 de fevereiro de 2017 no UFC 208 pelo Cinturão Inaugural Peso Pena Feminino do UFC, vencendo a luta por decisão unânime e se tornando a primeira campeã da divisão. Ela foi a sexta europeia campeã do UFC e a segunda holandesa, 21 anos após Bas Rutten.
No dia 19 de junho de 2017, Germaine de Randamie foi destituída do seu cinturão peso-pena devido à sua constante recusa em enfrentar a desafiante número um da categoria, Cris Cyborg.

## Campeonatos e realizações
- Kickboxing/Muay Thai[7]
- Campeã Mundial da WIKBA (2005/2006/2008)[8][9][10]
- Campeã Mundial da IMTF (2005)
- Campeã Mundial da WPKL (2003)[11]
- Recorde de vitórias consecutivas femininas (37 vezes)

## Cartel no MMA
| Cartel no MMA   |             |            |
| 15 lutas        | 10 vitórias | 5 derrotas |
| Por nocaute     | 4           | 1          |
| Por finalização | 1           | 1          |
| Por decisão     | 5           | 3          |

| Res.    | Cartel | Oponente          | Método                                | Evento                                       | Data       | Round | Tempo | Local                   | Notas |
| ------- | ------ | ----------------- | ------------------------------------- | -------------------------------------------- | ---------- | ----- | ----- | ----------------------- | --- |
| Derrota | 10–5   | Norma Dumont      | Decisão (unânime)                     | UFC Fight Night: Allen vs. Curtis 2          | 06/04/2024 | 3     | 5:00  | Las Vegas, Nevada       | |
| Vitória | 10–4   | Julianna Peña     | Finalização (guilhotina)              | UFC on ESPN: Holm vs. Aldana                 | 03/10/2020 | 3     | 3:25  | Abu Dhabi               | Performance da Noite.                                                                                              |
| Derrota | 9–4    | Amanda Nunes      | Decisão (unânime)                     | UFC 245: Usman vs. Covington                 | 14/12/2019 | 5     | 5:00  | Las Vegas, Nevada       | Pelo Cinturão Peso Galo Feminino do UFC.                                                                           |
| Vitória | 9–3    | Aspen Ladd        | Nocaute (soco)                        | UFC Fight Night: de Randamie vs. Ladd        | 13/07/2019 | 1     | 0:16  | Sacramento, Califórnia  | |
| Vitória | 8–3    | Raquel Pennington | Decisão (unânime)                     | UFC Fight Night: Korean Zombie vs. Rodríguez | 10/11/2018 | 3     | 5:00  | Denver, Colorado        | |
| Vitória | 7–3    | Holly Holm        | Decisão (unânime)                     | UFC 208: Holm vs. de Randamie                | 11/02/2017 | 5     | 5:00  | Brooklyn, New York      | Ganhou o Cinturão Inaugural Peso Pena Feminino do UFC; Foi destituída depois de recusar defesa contra Cris Cyborg. |
| Vitória | 6–3    | Anna Elmose       | Nocaute Técnico (joelhadas no corpo)  | UFC Fight Night: Overeem vs. Arlovski        | 08/05/2016 | 1     | 3:46  | Roterdão                | Performance da Noite.                                                                                              |
| Vitória | 5–3    | Larissa Pacheco   | Nocaute Técnico (socos)               | UFC 185: Pettis vs. dos Anjos                | 14/03/2015 | 2     | 2:02  | Dallas, Texas           | |
| Derrota | 4–3    | Amanda Nunes      | Nocaute Técnico (socos e cotoveladas) | UFC: Fight for the Troops 3                  | 06/11/2013 | 1     | 3:56  | Fort Campbell, Kentucky | |
| Vitória | 4–2    | Julie Kedzie      | Decisão (dividida)                    | UFC on Fox: Johnson vs. Moraga               | 27/07/2013 | 3     | 5:00  | Seattle, Washington     | Estreia no UFC; voltou aos Galos.                                                                                  |
| Vitória | 3–2    | Hiroko Yamanaka   | Decisão (unânime)                     | Strikeforce: Rousey vs. Kaufman              | 18/08/2012 | 3     | 5:00  | San Diego, Califórnia   | |
| Derrota | 2–2    | Julia Budd        | Decisão (unânime)                     | Strikeforce Challengers: Fodor vs. Terry     | 24/06/2011 | 3     | 5:00  | Kent, Washington        | Subiu para os penas.                                                                                               |
| Vitória | 2–1    | Stephanie Webber  | Nocaute (joelhada)                    | Strikeforce: Diaz vs. Cyborg                 | 29/01/2011 | 1     | 4:25  | San Jose, Califórnia    | |
| Vitória | 1–1    | Nikohl Johnson    | Decisão (unânime)                     | Playboy Fight Night 5                        | 11/09/2010 | 3     | 5:00  | Los Angeles, Califórnia | |
| Derrota | 0–1    | Vanessa Porto     | Finalização (chave de braço)          | Revolution Fight Club 2                      | 19/12/2008 | 1     | 3:36  | Miami, Flórida          | |